# Desert Rock Airport
Desert Rock Airport (IATA: DRA, ICAO: KDRA) är en flygplats i Nye County, Nevada som ägs av USA:s energidepartement. Flygplatsen är belägen nära den stängda staden Mercury. Anläggningen byggdes intill militärlägret Camp Desert Rock för att göra det möjligt för dåvarande presidenten John F. Kennedy att resa till Nevada National Security Site. Området är beläget inom Nellis Air Force Base Complex.
Idag används flygplatsen för tester av drönare och flygplan. Flygplatsen har använts av bland annat CIA.